# 铺地刺蒴麻
铺地刺蒴麻（学名：Triumfetta procumbens）为锦葵科刺蒴麻属的植物。分布于澳大利亚及西南太平洋各岛屿以及中国大陆的西沙群岛及东沙群岛等地，多生长于海滩上，目前尚未由人工引种栽培。
种名procumbens意为平卧的。